# Linijka (pojazd)

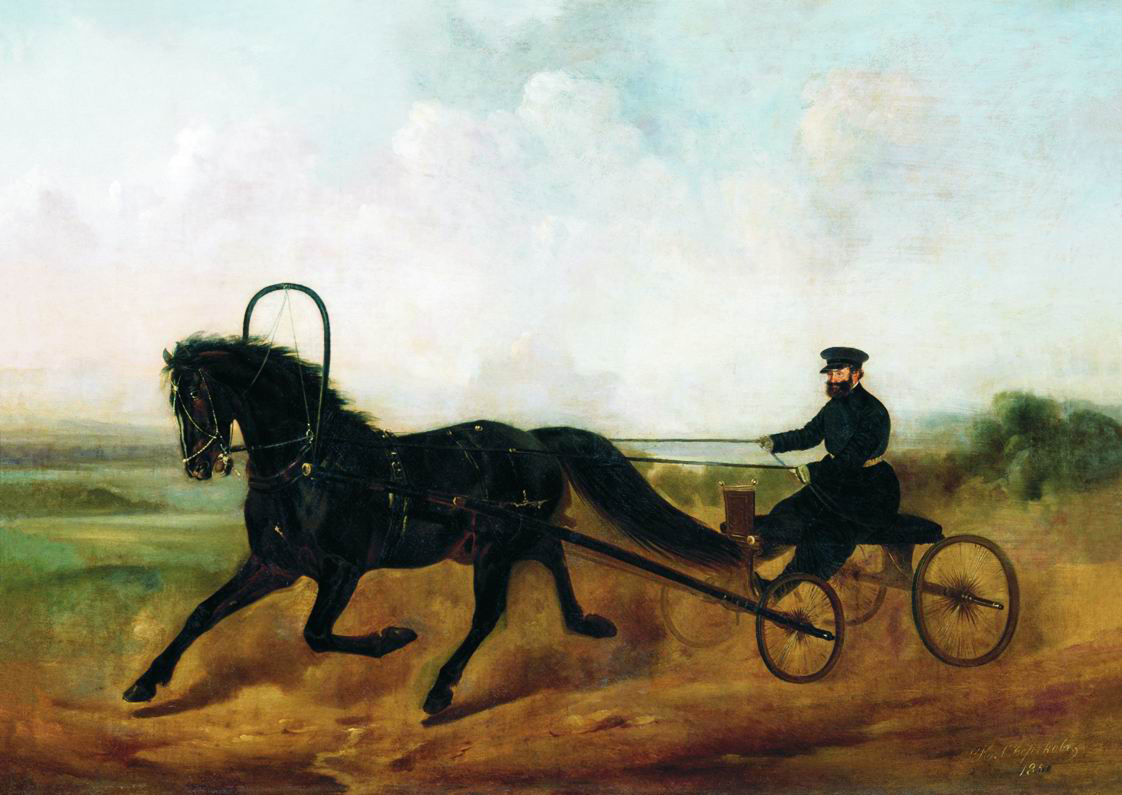
Powożenie linijką (mal. N. Swierczkow)

Linijka – lekki, jednokonny, czterokołowy gospodarski pojazd zaprzęgowy z długim pojedynczym siedzeniem. 
Był rodzajem prostego wózka na wysokich kołach, ze stosunkowo wąskim, podłużnym, tapicerowanym siedzeniem, opartym wprost na osiach lub na poprzecznych resorach, oraz z przednim oparciem dla stóp powożącego. Podróżowało się nim, siedząc okrakiem lub bokiem. 
Znany jako pojazd charakterystyczny dla polskiej wsi XIX i XX wieku, najczęściej używany do objeżdżania pól przez ekonomów i zarządców majątków. Także jako wózek myśliwski stosowany od drugiej połowy XIX wieku do podjazdu na polowania. Dla użytku zamożnych dworów często wykonywany w okazalszej i wygodniejszej postaci.